# ملعب خورخي خوان
كان ملعب خورخي خوان (بالإسبانية: Campo de Jorge Juan)‏ أو إكسبلانادا دي لا بلازا دي توروس (بالإسبانية: Explanada de la Plaza de Toros)‏ الملعب الرئيسي لنادي ريال مدريد بين عامي 1902 و1912، بعد تأسيس النادي في 6 مارس 1902. قبل أن يتكون نادي ريال مدريد كان لاعبو ريال مدريد يستخدمون ملعبًا آخر في المدينة، كان يُسمي باسم يرو ديل بيتشون، كان يقع بجوار حديقة بوين ريتيرو . بعد الانتقال إلى هذا الملعب الجديد، أصبح ملعب تيرو ديل بيتشون الملعب الرئيسي لفريق أتلتيكو مدريد .
أقيمت أول مباراة في تاريخ نادي ريال مدريد لكرة القدم هناك في 9 مارس 1902، بين فريقين يضم أعضاء نادي ريال مدريد (فاز نادي مدريد "ب" بنتيجة 6-0 ضد نادي مدريد "أ"). في نفس اليوم، أقيمت مباراة أخرى، بين فريقين أكثر توازناً، وفاز نادي مدريد لكرة القدم "أ" بنتيجة 1-0 على نادي مدريد لكرة القدم "ب".   
وكان من بين اللاعبين المشهورين الذين شاركوا في تلك المباراة الأولى المبكرة خوان بادروس ، وجوليان بالاسيوس ، وأدولفو ميلينديز .
لعب نادي ريال مدريد أول مباراة ضد نادي في 2 مايو 1902 ضد نادي مدريد الجديد لكرة القدم، وانتهت المباراة بالتعادل 1-1، ولعبت على ملعب ديل هيبودرومو ، من أجل حضور أكبر عدد من الجمهور.

## روابط خارجية
- ريال مدريد.كوم